# Mützelburger Beeke
Die Mützelburger Beeke (polnisch rzeka Myśliborka), häufig auch verkürzt als Beeke bezeichnet, ist ein 6,1 Kilometer langer Fluss. Sie bildet den Abfluss des Großen Mützelburger Sees und mündet östlich von Rieth in den Neuwarper See, eine Bucht des Stettiner Haffs. Das Einzugsgebiet der Beeke umfasst etwa 21,3 km².

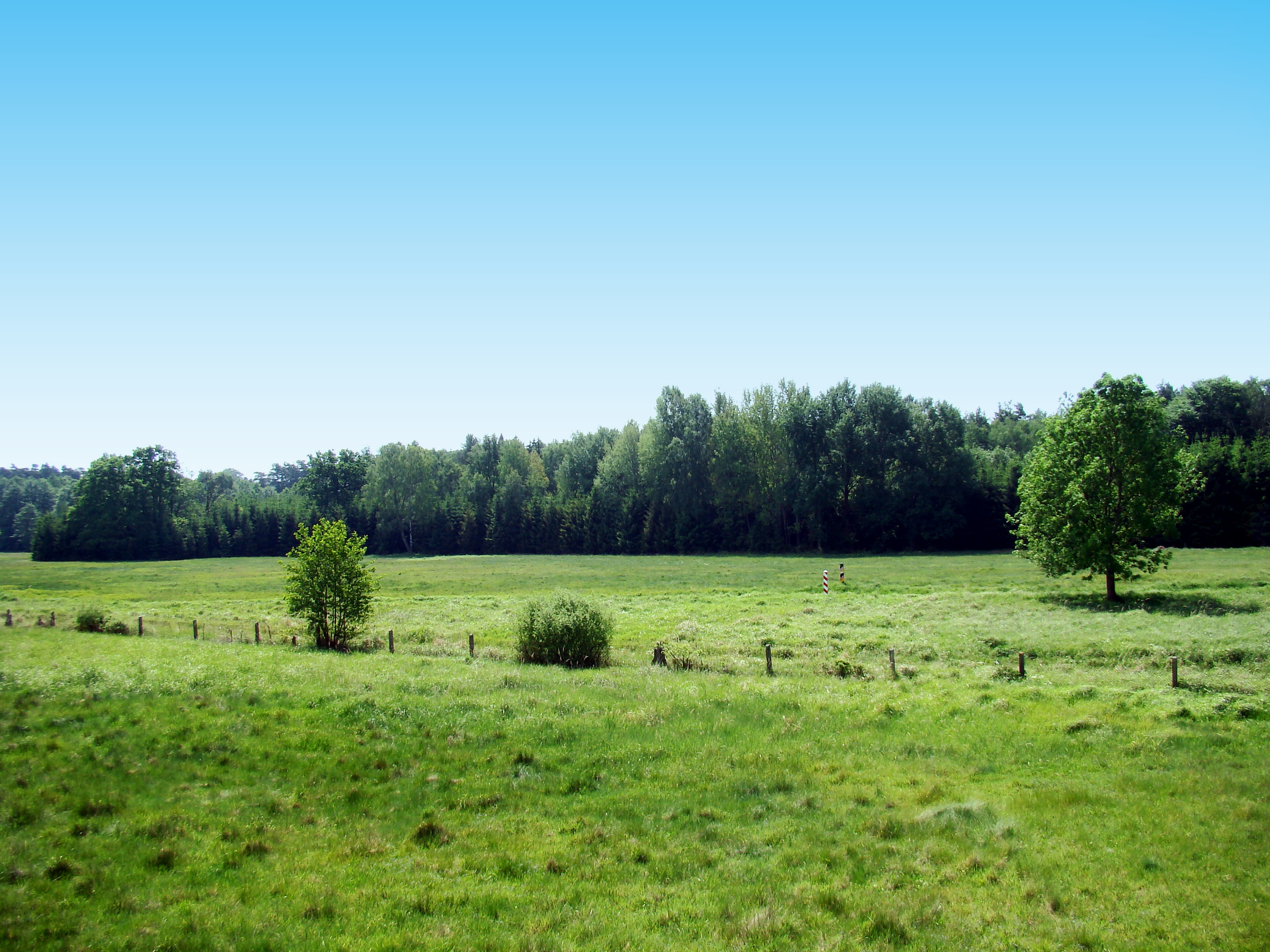
Deutsch-polnische Grenze, Mützelburger Beeke

Als Folge des Zweiten Weltkriegs verläuft in der Flussmitte ein Teil der deutsch-polnischen Grenze zwischen dem Landkreis Vorpommern-Greifswald in Mecklenburg-Vorpommern und dem Powiat Policki in der Woiwodschaft Westpommern.
In den 1960er Jahren erfolgten auf beiden Seiten der damaligen Staatsgrenze zwischen der DDR und der Volksrepublik Polen umfangreiche Meliorationsmaßnahmen. Ein Stauwehr am Abfluss des Großen Mützelburger Sees wurde in den Jahren 2007/2008 durch eine Sohlgleite ersetzt, wodurch die ökologische Durchgängigkeit des Fließgewässers wiederhergestellt wurde.